# Jan de Rijk Logistics
Jan de Rijk Logistics is een logistieke onderneming met het hoofdkantoor in Roosendaal, in Nederland.
Het bedrijf is opgericht in 1971 door J.A.M. de Rijk en J.G.M. de Rijk-Heeren. De focus lag aanvankelijk op het verzorgen van internationaal wegtransport voor de luchtvrachtsector en het bedrijf werd in dat segment marktleider. Jan de Rijk rijdt weinig op de havens van Antwerpen en Rotterdam, hetgeen het belang van luchtvracht voor het bedrijf onderstreept. Andere transportmarkten werden allengs toegevoegd en de onderneming groeide ook door verschillende overnames. Zo werden de laatste jaren onder meer de concurrenten Har Vaessen, De Rooy en A. v. Overveld ingelijfd. Een strategische overname was die van Omega Logistics, dat vervoersdiensten levert voor de zorgsector.
Bij het bedrijf werken ongeveer 1.400 mensen in heel Europa. Naast het hoofdkantoor in Roosendaal beschikt Jan de Rijk Logistics over nog 26 vestigingen, verspreid over 14 landen.